# Ian Mahinmi
Ian Mahinmi (Rouen , 1986. november 5. –)  francia profi kosárlabdázó.

## Franciaország
Mahinmit 2004-ben az U-18 Európa-bajnokságon fedezték fel. Ez volt az első eset, hogy nemzetközi megfigyelők is megtekintették a játékát , beleértve San Antonio Spurs megfigyelőjét Sam Prestit.Az első szerződését a STB Le Havreval kötötte. Három szezont játszott itt, 9,7 pontot és 5,2 lepattanót átlagolt meccsenként 2005–06-os szezon folyamán.
2006 nyarán, aláírt Pau Orthez a francia első osztályba.4,3 pontot és 3,2 lepattanót átlagolt a 2006–07 szezonban, segítségével megnyerték a Francia Kupát.

## Statisztika
A Basketball Reference adatai alapján.

### NBA

#### Alapszakasz
| Év         | Csapat             | JM  | KM  | JP/M | MG%  | 3P%  | BD%   | LP/M | GP/M | L/M | B/M | P/M |
| ---------- | ------------------ | --- | --- | ---- | ---- | ---- | ----- | ---- | ---- | --- | --- | --- |
| 2007-2008  | San Antonio Spurs  | 6   | 0   | 3.8  | .500 | -    | 1.000 | .8   | .2   | .0  | .7  | 3.5 |
| 2009-2010  | San Antonio Spurs  | 26  | 0   | 6.3  | .636 | -    | .660  | 2.0  | .1   | .1  | .3  | 3.9 |
| 2010-2011† | Dallas Mavericks   | 56  | 0   | 8.7  | .561 | .000 | .768  | 2.1  | .1   | .3  | .3  | 3.1 |
| 2011-2012  | Dallas Mavericks   | 61  | 12  | 18.7 | .546 | .000 | .639  | 4.7  | .2   | .6  | .5  | 5.8 |
| 2012-2013  | Indiana Pacers     | 80  | 2   | 16.5 | .453 | .000 | .608  | 3.9  | .3   | .5  | .8  | 5.0 |
| 2013-2014  | Indiana Pacers     | 77  | 1   | 16.2 | .481 | -    | .621  | 3.3  | .3   | .5  | .9  | 3.5 |
| 2014-2015  | Indiana Pacers     | 61  | 6   | 18.8 | .552 | -    | .304  | 5.8  | .5   | .5  | .8  | 4.3 |
| 2015-2016  | Indiana Pacers     | 71  | 71  | 25.6 | .589 | -    | .587  | 7.1  | 1.5  | .9  | 1.1 | 9.3 |
| 2016-2017  | Washington Wizards | 31  | 0   | 17.9 | .586 | -    | .573  | 4.8  | .6   | 1.1 | .8  | 5.6 |
| 2017-2018  | Washington Wizards | 77  | 0   | 14.9 | .556 | .000 | .703  | 4.1  | .7   | .5  | .5  | 4.8 |
| 2018-2019  | Washington Wizards | 34  | 6   | 14.6 | .452 | .188 | .689  | 3.8  | .7   | .7  | .5  | 4.1 |
| 2019-2020  | Washington Wizards | 38  | 35  | 21.3 | .495 | .192 | .619  | 5.7  | 1.3  | .8  | 1.2 | 7.4 |
| Karrier    | Karrier            | 618 | 133 | 16.8 | .533 | .160 | .612  | 4.4  | .6   | .6  | .7  | 5.2 |

#### Rájátszás
| Év      | Csapat             | JM | KM | JP/M | MG%  | 3P% | BD%  | LP/M | GP/M | L/M | B/M | P/M |
| ------- | ------------------ | -- | -- | ---- | ---- | --- | ---- | ---- | ---- | --- | --- | --- |
| 2010    | San Antonio Spurs  | 2  | 0  | 9.5  | .500 | -   | .750 | 1.0  | .0   | .0  | .5  | 4.5 |
| 2011†   | Dallas Mavericks   | 6  | 0  | 5.5  | .600 | -   | .556 | 1.0  | .0   | .2  | .0  | 1.8 |
| 2012    | Dallas Mavericks   | 4  | 0  | 17.5 | .643 | -   | .846 | 4.5  | .0   | .8  | .8  | 7.3 |
| 2013    | Indiana Pacers     | 18 | 0  | 8.3  | .448 | -   | .300 | 2.3  | .1   | .0  | .7  | 1.6 |
| 2014    | Indiana Pacers     | 19 | 0  | 12.7 | .481 | -   | .611 | 2.4  | .2   | .3  | .8  | 1.9 |
| 2016    | Indiana Pacers     | 7  | 7  | 24.6 | .500 | -   | .600 | 5.1  | 1.1  | .7  | .9  | 8.1 |
| 2017    | Washington Wizards | 5  | 0  | 12.6 | .556 | -   | .364 | 2.2  | 1.2  | .2  | 1.2 | 2.8 |
| 2018    | Washington Wizards | 6  | 0  | 8.7  | .714 | -   | .909 | 1.8  | .2   | .7  | .8  | 5.0 |
| Karrier | Karrier            | 67 | 7  | 11.9 | .527 | -   | .614 | 2.6  | .3   | .3  | .7  | 3.2 |